# El Ma Labiodh
El Ma Labiodh est une commune de la wilaya de Tébessa en Algérie.